# 奧約區
12°15′N 15°15′W / 12.250°N 15.250°W
奧約區是畿內亞比紹的一個行政區，下設5縣，該區北臨塞內加爾，東鄰巴法塔區、比紹區和比翁博區，南接基納拉區，西毗卡謝烏區，總面積5,404平方公里，2004年人口179,048。首府法林。